# 유럽 분자생물학 연구소
유럽 분자생물학 연구소(European Molecular Biology Laboratory, EMBL)는 분자생물학 연구를 위한 정부간 국제 기구로, 29개 회원국, 2개 예비 회원국, 1개 준회원국의 지원을 받고 있다. EMBL은 1974년에 설립되었으며 회원국의 공공 연구 자금으로 운영된다. EMBL의 연구는 110개 이상의 독립적인 연구 그룹과 서비스 팀이 분자생물학의 전 범위를 다루며 수행한다.
연구소는 6개 지역에서 운영된다: 하이델베르크 (독일)의 본부 연구소와 바르셀로나 (스페인), 그르노블 (프랑스), 함부르크 (독일), 힝스턴 (EBI, 영국), 로마 (이탈리아)의 지역 연구소들이 있다. EMBL 그룹 및 연구소는 분자생물학 및 분자 의학의 기초 연구를 수행하며 과학자, 학생 및 방문객을 교육한다. 이 조직은 회원국의 서비스, 새로운 기기 및 방법, 기술 개발을 돕는다. 이스라엘은 유럽 이외 지역에 위치한 유일한 정회원국이다.

## 역사
EMBL은 레오 실라드, 제임스 D. 왓슨과 존 켄드루의 아이디어에서 시작되었다. 그들의 목표는 유럽 입자 물리 연구소와 유사한 국제 연구 센터를 설립하여 미국이 주도하는 분자생물학 분야에 맞서는 것이었다. 켄드루는 1982년까지 EMBL의 초대 사무총장으로 재임했으며, 레너트 필립손이 뒤를 이었다. 1993년부터 2005년까지 포티스 카파토스가 소장으로 재임했고, 2005년부터 2018년까지 EMBL의 제4대 소장으로 이아인 매태이가 뒤를 이었다. 2019년 1월 에디스 허드가 EMBL의 제5대 소장이자 이 직책을 맡은 첫 여성이 되었다.
허드는 2022년 1월 19일 조직의 5개년 과학 프로그램인 Molecules to Ecosystems를 발표했다.

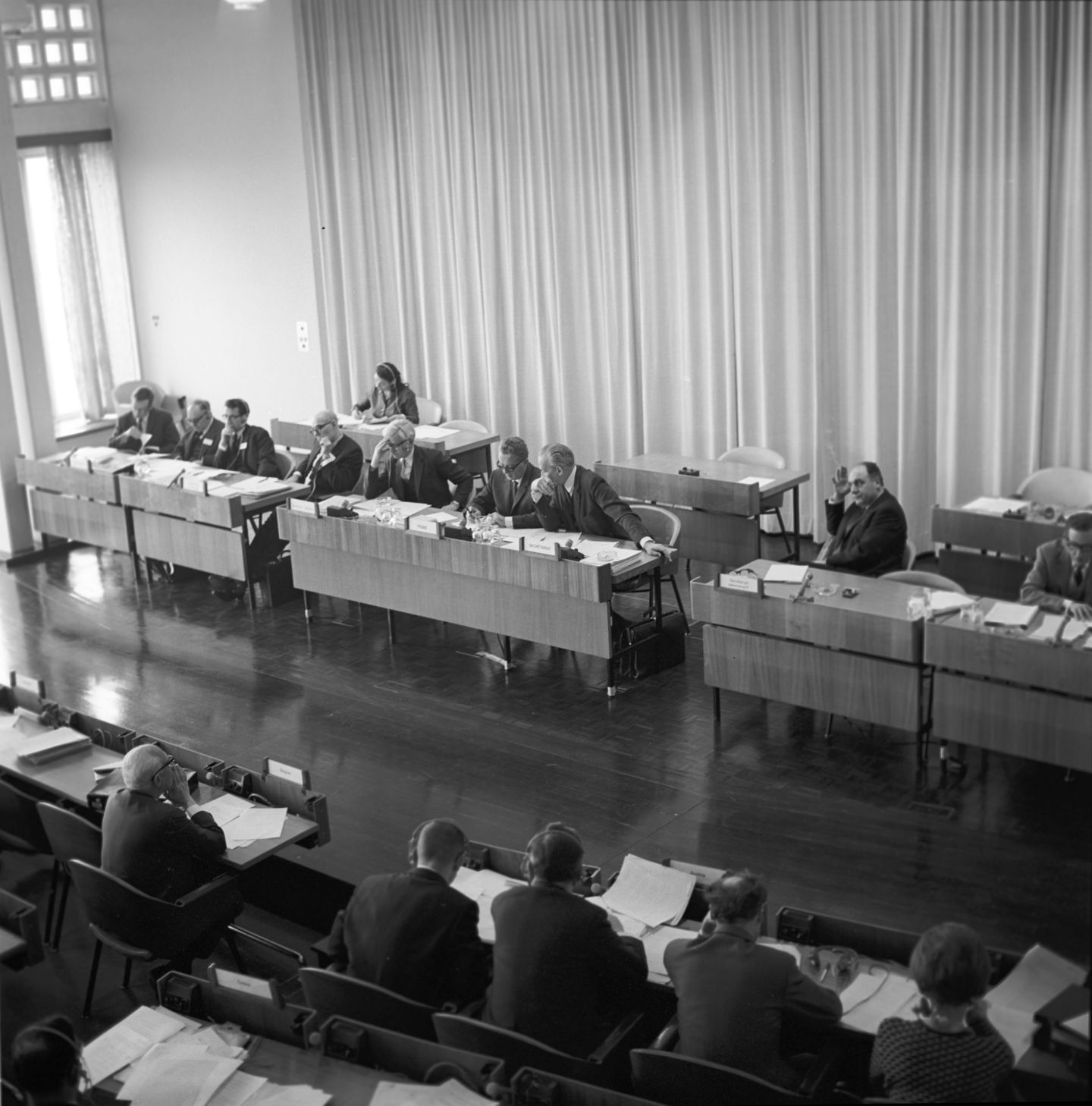
1968년 유럽 입자 물리 연구소에서 열린 유럽 분자생물학 컨퍼런스에서 EMBO와 협력하여 14개 정부가 조직에 안정적인 자금과 과학적 독립성을 제공하는 유럽 분자생물학 컨퍼런스가 설립되었다. 이는 1974년 유럽 분자생물학 연구소(EMBL)의 공식 설립으로 이어졌다.

## 연구
각 EMBL 지역은 특정 연구 분야를 가지고 있다. EBI는 생물정보학 연구 및 서비스의 중심지이며, 수많은 과학 데이터베이스를 무료로 개발하고 유지 관리한다. 그르노블과 함부르크에서는 구조생물학에 중점을 둔 연구가 진행된다.
EMBL 로마 지역은 후성유전학 및 신경생물학 연구에 전념하고 있다. EMBL 바르셀로나의 과학자들은 건강과 질병 상태에서 조직과 장기가 어떻게 기능하고 발달하는지 탐구하고 있다. 하이델베르크 본부에는 세포생물학과 생물리학, 발생생물학, 유전체학, 구조생물학 및 전산생물학 분야의 연구팀이 있으며, 위에서 언급한 연구 분야를 보완하는 서비스 그룹도 있다.
EMBL에서는 많은 과학적 돌파구가 이루어졌다. 초파리 배아 발달의 첫 번째 체계적인 유전학적 분석은 EMBL에서 크리스티아네 뉘슬라인폴하르트와 에릭 비스하우스에 의해 수행되었으며, 그들은 1995년 노벨 생리학·의학상을 수상했다. 1980년대 초, 자크 뒤보셰와 그의 EMBL 팀은 생물학적 구조를 위한 저온전자현미경을 개발했다. 그들은 2017년 노벨 화학상을 수상했다.

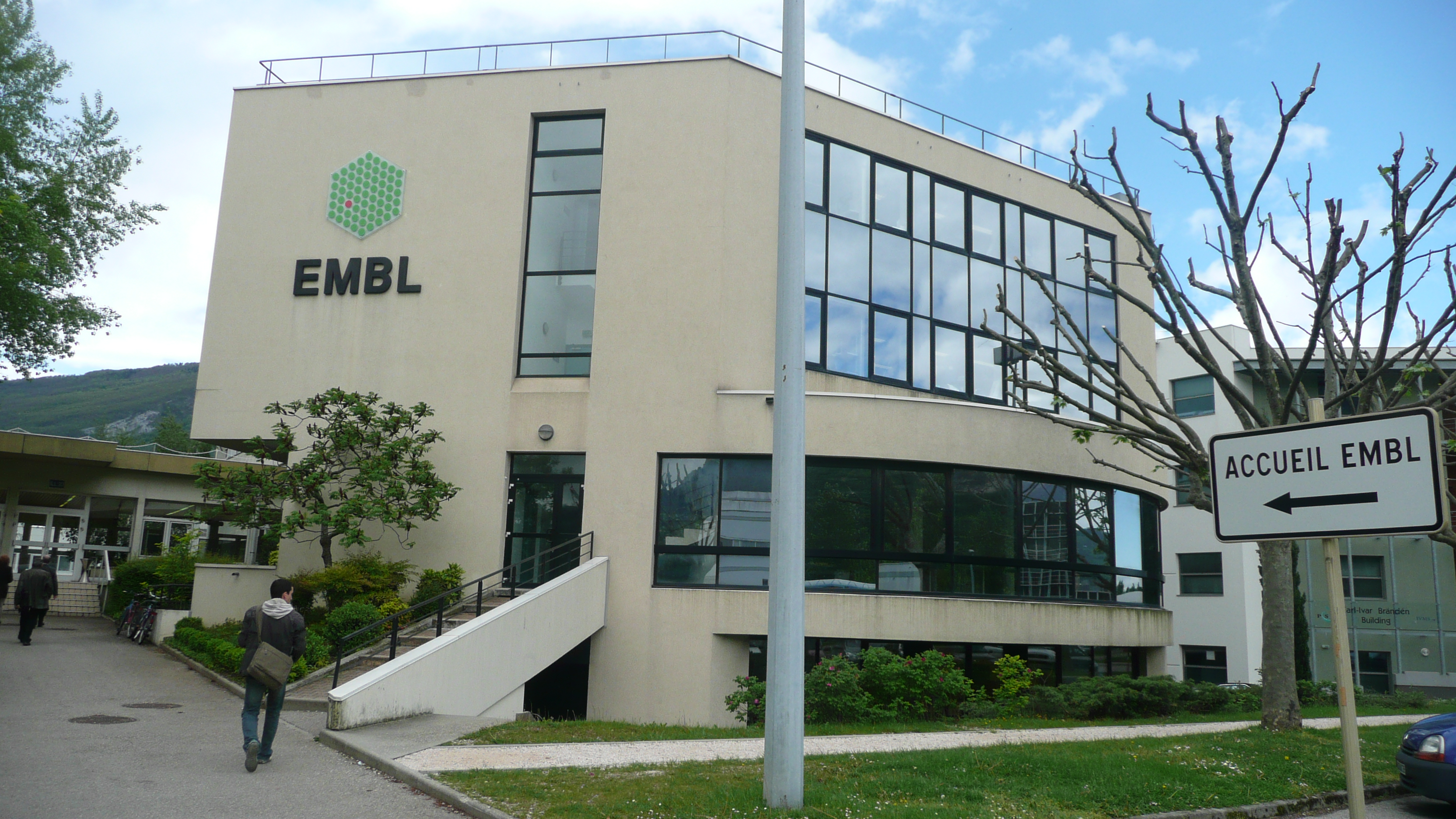
EMBL 그르노블

## 과학 서비스
EMBL은 구조생물학, 이미징 및 시퀀싱 시설을 포함하여 5개 유럽 지역에서 외부 연구자들에게 첨단 실험 및 데이터 서비스를 제공하는 것을 핵심 임무 중 하나로 삼고 있다. 2021년, EMBL은 하이델베르크 본부에 고해상도 광학 및 전자 현미경을 위한 새로운 센터인 EMBL 이미징 센터를 완공했다. 이 센터는 전 세계 방문 과학자들에게 개방되어 있으며, 최신 이미징 기술과 전문 조언 및 다른 곳에서는 아직 이용할 수 없는 산업 선도 개발을 결합하여 생명 과학을 위한 독특한 서비스 시설을 제공한다.

## 교육
첨단 교육은 EMBL의 5가지 핵심 임무 중 하나이다. 수년 동안 연구소는 다양한 교육 활동을 구축했으며, 그중 EMBL 국제 박사 과정(EIPP)은 약 200명의 학생으로 구성된 대표적인 프로그램이다. 1997년부터 자체 학위를 수여할 권리를 얻었지만, 현재 학생들은 협력 대학에서 학위를 받고 있다. 다른 활동으로는 EMBL 학제 간 박사 후 과정(EIPOD) 및 방문 프로그램이 포함된 박사 후 과정 프로그램이 있다.

## EMBL 첨단 교육 센터
2010년 3월, EMBL 첨단 교육 센터(ATC)가 하이델베르크 본부 캠퍼스에서 개관했다. 이 센터는 이중 나선형으로 형성되어, 과학 회의, 세미나, 교육 과정을 개최하고 교육 실험실 및 강의실에 대한 접근을 제공한다.
ATC는 또한 EMBL의 생명 과학을 위한 유럽 학습 연구소(ELLS) 를 주최하며, 이는 분자 생물학의 최신 개발에 대한 중등학교 교사들을 위한 교육을 제공하고 학생 홍보 프로그램을 운영한다.

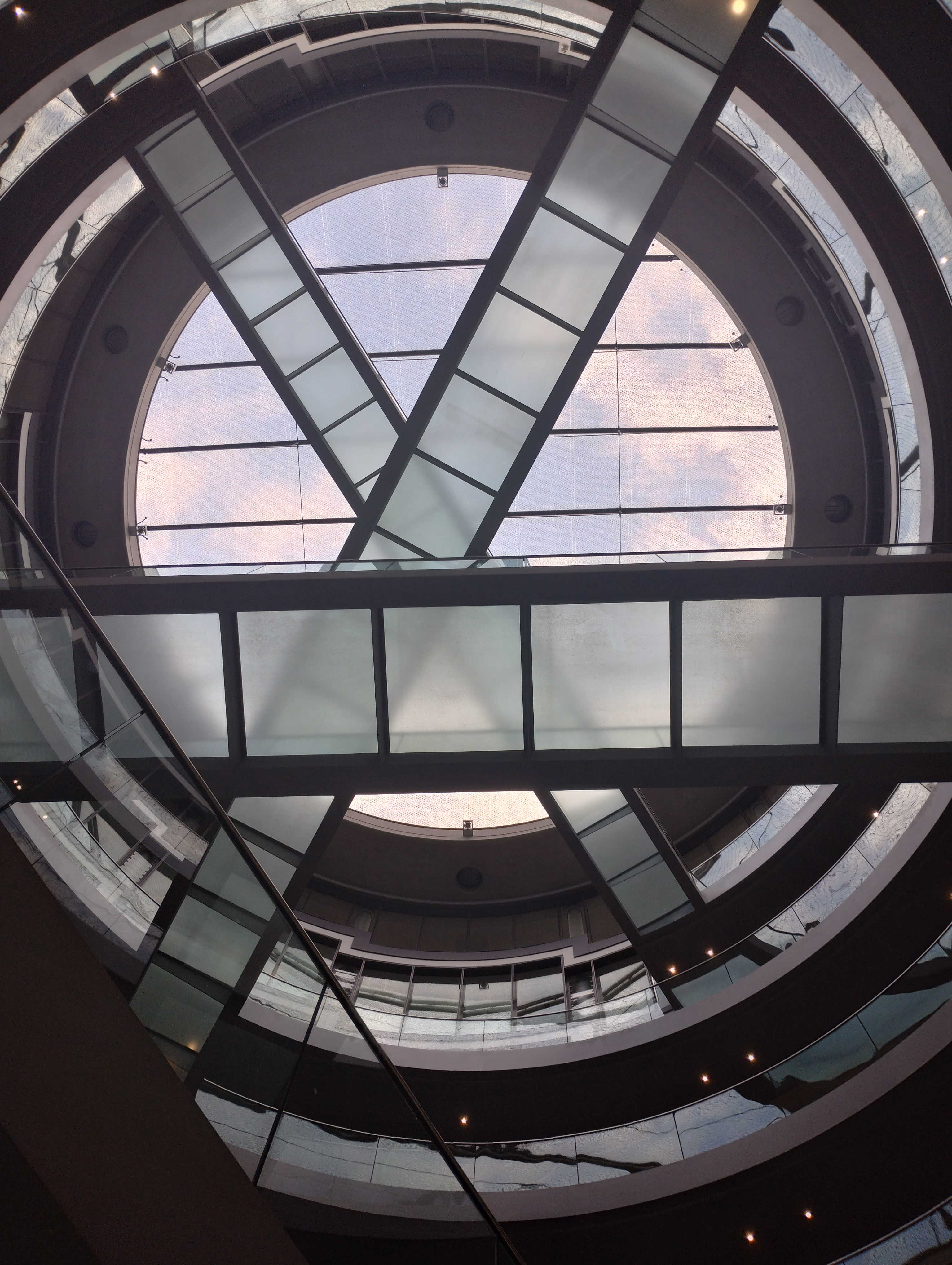
EMBL 하이델베르크.

## 과학과 사회
EMBL은 또한 활발한 과학 및 사회 프로그램을 운영하며, 일반 대중과 과학계에 생명 과학 연구의 현재 문제에 대한 활동 및 이벤트를 제공한다.

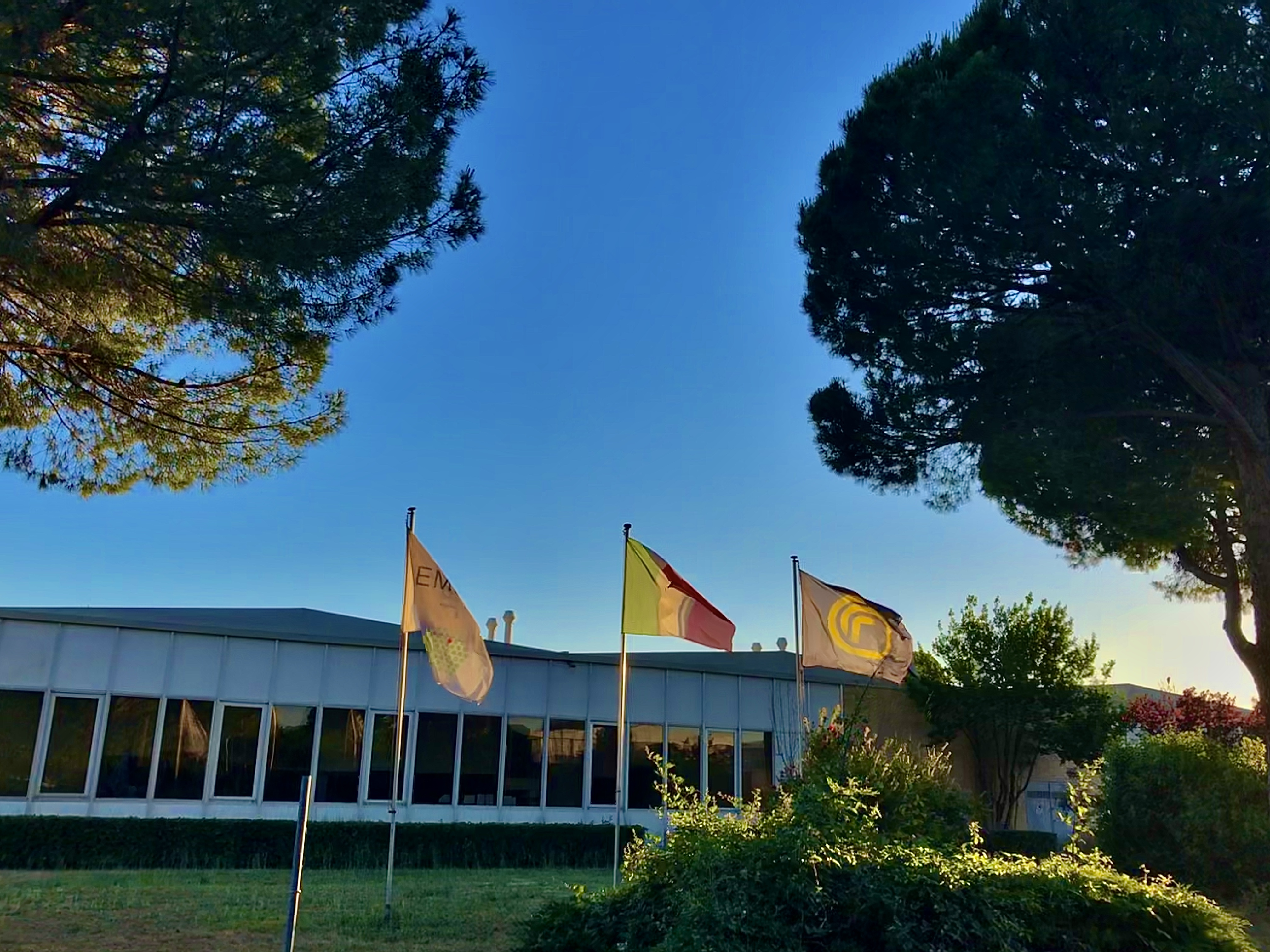
EMBL 로마

## 회원국
EMBL은 현재 29개 회원국, 1개 준회원국, 2개 예비 회원국의 지원을 받고 있다.
| 회원국         | 가입 연도 |
| -------------- | --------- |
| 오스트리아     | 1974      |
| 벨기에         | 1990      |
| 크로아티아     | 2006      |
| 체코           | 2014      |
| 덴마크         | 1974      |
| 에스토니아     | 2023      |
| 핀란드         | 1984      |
| 프랑스         | 1974      |
| 독일           | 1974      |
| 그리스         | 1984      |
| 헝가리         | 2017      |
| 아이슬란드     | 2005      |
| 아일랜드       | 2003      |
| 이스라엘       | 1974      |
| 이탈리아       | 1974      |
| 라트비아       | 2024      |
| 리투아니아     | 2019      |
| 룩셈부르크     | 2007      |
| 몰타           | 2016      |
| 몬테네그로     | 2018      |
| 네덜란드       | 1974      |
| 노르웨이       | 1985      |
| 폴란드         | 2019      |
| 포르투갈       | 1998      |
| 슬로바키아     | 2018      |
| 스페인         | 1986      |
| 스웨덴         | 1974      |
| 스위스         | 1974      |
| 영국           | 1974      |
| 예비 회원국    |           |
| 불가리아       | 2024      |
| 세르비아       | 2023      |
| 준회원국       |           |
| 오스트레일리아 | 2008      |
| 이전 준회원국  |           |
| 아르헨티나     | 2014–2020 |

## 같이 보기
- 유럽 분자생물학 기구
- 유럽 게놈-페놈 아카이브